# Diederich Franz Leonhard von Schlechtendal
Diederich von Schlechtendal (27 de noviembre de 1794 - 12 de octubre de 1866) fue un botánico alemán, nacido en Xanten/North-Rhine Westfalia. Fue Profesor de Botánica y Director de los Jardines Botánicos de la "Universidad Martin Luther de Halle-Wittenberg, de 1833 hasta su deceso en 1866; y editor de la Revista de botánica Linnaea.
Su más importante trabajo fue describir lo que era grandemente desconocida Flora de México, en conjunto con Adelbert von Chamisso, y basado en especímenes colectados por Christian Julius Wilhelm Schiede y por Ferdinand Deppe entre 1824 y 1829.

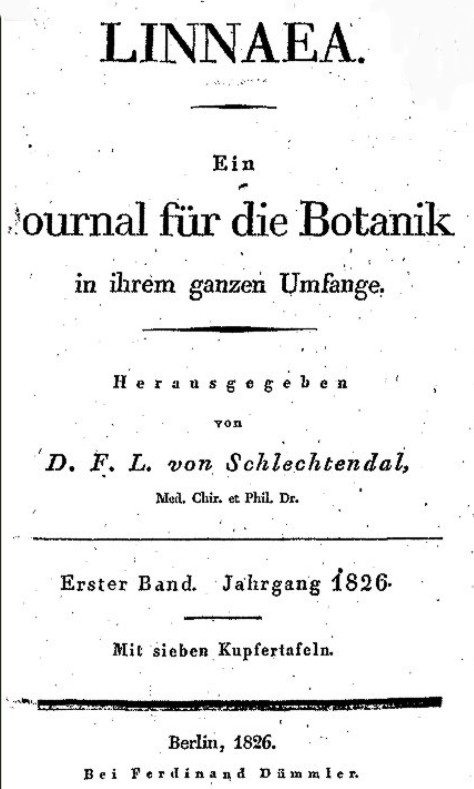
Frontispicio del primer v. de "Linnaea" (publicado de 1826-1882)

## Obra
- Animadversiones botanicae in Ranunculaceas. Berlín 1819–1820
- Flora berolinensis. Berlín 1823–1824
- Adumbrationes plantarum. 1825–1832
- Flora von Deutschland. 24 Bände mit 2400 Tafeln, Jena 1840–1873 (en coautoría con Christian Eduard Langethal y Ernst Schenk), 5. Auflage in 30 Bänden von Ernst Hans Hallier 1880–1887
- Hortus halensis. Halle 1841–1853

## Honores

### Epónimos
Género
- (Asteraceae) Schlechtendalia Less.[1]

Especies
- (Acanthaceae) Gastranthus schlechtendalii Moritz[2]
- (Agavaceae) Beschorneria schlechtendalii Jacobi[3]
- (Apiaceae) Ferula schlechtendalii Boiss.[4]
- (Araceae) Pothos schlechtendalii M.Martens & Galeotti[5]
- (Asclepiadaceae) Cynanchum schlechtendalii (Decne. ex DC.) Standl. & Steyerm.[6]

- La abreviatura «Schltdl.» se emplea para indicar a Diederich Franz Leonhard von Schlechtendal como autoridad en la descripción y clasificación científica de los vegetales.[7]